# ارنست فورشتوف
آگوست ویلهلم هاینریش ارنست فورشتوف (زادهٔ ۱۳ سپتامبر ۱۹۰۲ در لار، که امروزه دویسبورگ نام دارد - درگذشتهٔ ۱۳ آگوست ۱۹۷۴ در هایدلبرگ) حقوقدان آلمانی در حوزهٔ حقوق عمومی و اداری بود.

## زندگی‌نامه
والدین ارنست فورشتوف، هاینریش فورشتوف، متخصص الهیات، و همسرش امی، با نام خانوادگی برگفرید، بودند. او تک‌فرزند بود و برادرش هاینز فریدریش چند هفته پس از تولد در مهٔ ۱۹۱۰ از دنیا رفت. خانواده در سال ۱۹۰۶ به مولهایم آن در رور نقل مکان کردند، جایی که ارنست فورشتوف دوران ابتدایی را گذراند. او جزو نسلی بود که به دلیل پایان جنگ جهانی اول به خدمت سربازی فراخوانده نشدند. فورشتوف در سال ۱۹۱۷  مراسم تأییدِ دینیِ خود را به جای آورد. او پس از گرفتن دیپلم دبیرستان در سال ۱۹۲۱ در دبیرستان دولتی مولهایم، در دانشگاه‌های فرایبورگ، ماربورگ و بُن به تحصیل در رشته‌های حقوق و علوم سیاسی پرداخت. در سال ۱۹۲۴  اولین آزمون دولتی حقوق را با موفقیت پشت سر گذاشت و در سال ۱۹۲۵  با راهنمایی کارل اشمیت دکترای خود را دریافت کرد. فورشتوف در سال ۱۹۲۸  آزمون ارزیابی حقوقی را گذراند و وارد خدمات دولتی پروس شد، اما برای ادامهٔ تحصیل و دریافت درجهٔ علمیِ «هابیلیتاتسیون» مرخصی گرفت. فلوریان ماینل، زندگی‌نامه‌نویس او، معتقد است که فورشتوف چندان تحت تأثیر جنبش جوانان آلمان قرار نگرفته بود.  احتمالاً فورشتوف عضو اتحادیه پاسداری و مبارزه‌خواهی ملی‌گرایان آلمان (Deutschvölkischer Schutz- und Trutzbund) بوده است. برخی منابع دیگر می‌گویند که فورشتوف در سال ۱۹۲۰  به عضویت این اتحادیه و همچنین اتحادیهٔ جوانان ملی آلمان درآمد و در سال ۱۹۲۱ به عضویت حلقهٔ دانشگاهی نژاد آلمانی (Hochschulring Deutscher Art) درآمد و به گروه دانشجویی ماربورگ پیوست. هانس اولریش وهلر، فورشتوف را فردی متعهد به گروه‌های جوانان و از اعضای برجستهٔ اتحادیهٔ جوانان ملی آلمان می‌داند. فورشتوف برای مجلهٔ «مردم آلمان» (Deutsches Volkstum) که توسط ویلهلم اشتاپل اداره می‌شد، و با نام‌های مستعار برای مجلهٔ محافظه‌کارِ جوانانۀ «حلقه» (Der Ring) مطلب می‌نوشت.
پس از دریافت درجهٔ هابیلیتاتسیون در دانشگاه فرایبورگ، فورشتوف در سال ۱۹۳۳  به عنوان جانشین هرمان هلر که در پی به قدرت رسیدن نازی‌ها مهاجرت کرده بود، به دانشگاه گوته فرانکفورت دعوت شد. در سال ۱۹۳۵  به دانشگاه هامبورگ نقل مکان کرد و کرسی استادی کورت پرلز را که به دلیل فشار نازی‌ها خودکشی کرده بود، به عهده گرفت. اما تنها پس از یک ترم، هامبورگ را ترک کرد، چرا که با «اظهارات کنایه‌آمیز و طعنه‌آمیز» در مورد الزام‌آور بودن قانونی برنامهٔ حزب نازی، کورت روتنبرگر، گاولایتر (فرماندار منطقه‌ای) و رئیس دادگاه عالی هانزایی، را علیه خود شوراند. روتنبرگر با ادامهٔ حضور فورشتوف در دانشگاه هامبورگ مخالفت کرد و در نهایت فورشتوف در سال ۱۹۳۶  پیشنهادِ دانشگاه کونیگسبرگ را پذیرفت. پس از کاهش محدودیت‌های عضویت در حزب نازی، او در ۱ مهٔ ۱۹۳۷  به حزب نازی پیوست (شمارهٔ عضویت ۵۲۸۵۳۶۰). اگرچه او هرگز عضو آکادمی حقوق آلمان که توسط نازی‌ها تأسیس شده بود، نشد، اما در پروژه‌های مختلف آن شرکت کرد؛ به عنوان مثال، در کار کمیتهٔ حقوق ادیان مشارکت داشت. او همچنین حداقل تا مهٔ ۱۹۴۲  معاون رئیس کمیتهٔ حقوق دفاع هوایی بود. فورشتوف در کونیگسبرگ از اعتبار دانشگاهی بالایی برخوردار بود و از سال ۱۹۳۹  تا زمان عزیمتش، بدون وقفه رئیس دانشکدهٔ حقوق بود. در سال ۱۹۳۸  به عضویت انجمن دانشمندان کونیگسبرگ درآمد و از سال ۱۹۴۰  تا ۱۹۴۱  دبیر بخش علوم انسانی آن بود. در طول دوران حضورش در کونیگسبرگ، فورشتوف به فعالیت در کلیسای انجیلی آلمان (DEK) پرداخت. او در آموزش کشیشان و همچنین با تهیهٔ نظرات کارشناسی مختلف، به عنوان مثال، علیهٔ تبدیل کلیسای جامع کیدلینبورگ به یک مکان غیرمذهبی، فعالیت می‌کرد. در سال ۱۹۴۰  همچنین به عنوان معاون رئیس دادگاه انضباطی DEK منصوب شد، اما این سمت را نپذیرفت. در سال ۱۹۴۲  به دانشگاه وین دعوت شد. پس از درگیری با حزب نازی محلی و به ویژه با بالدور فون شیراخ، فورشتوف در نهایت در سال ۱۹۴۳  به دانشگاه هایدلبرگ فراخوانده شد. در سال‌های ۱۹۴۲/۴۳  به طور داوطلبانه در جنگ خدمت کرد.
فورشتوف در مطالعهٔ خود با عنوان «اداره به مثابه ارائه‌دهندهٔ خدمات» که در سال ۱۹۳۸  منتشر شد، مفهوم خدمات عمومی (ترجمۀ تحت‌اللفظی اصطلاح آلمانی: تأمین معاش) را که تا به امروز مورد استفاده قرار می‌گیرد، طرح کرده و پروراند.
پس از پایان جنگ در سال ۱۹۴۵، فورشتوف در ابتدا توانست به تدریس خود در هایدلبرگ ادامه دهد، اما در فوریهٔ ۱۹۴۶  به دستور دولت نظامی ایالات متحده از خدمت برکنار شد. در مهٔ ۱۹۴۷  رسماً از سمت تدریس خود استعفا داد و در همان سال به عنوان مشاور ارشد دولتی در دفتر صدراعظم ایالت شلسویگ-هولشتاین، تئودور اشتلتزر، که او را از کونیگسبرگ می‌شناخت، مشغول به کار شد. اشتلتزر قبلاً در اکتبر ۱۹۴۶  از فورشتوف خواسته بود تا در تدوین قانون اساسی جدید برای ایالت شلسویگ-هولشتاین و کلیسای لوتری ایالتی همکاری کند. با این حال، امید فورشتوف برای ورود به دنیای سیاست با خروج اشتلتزر از عرصهٔ سیاست در سال ۱۹۴۷  برآورده نشد. فورشتوف در دفتر صدراعظم به عنوان مشاور حقوق اساسی و حقوق کلیسا فعالیت می‌کرد. او قصد داشت یک آکادمی در قلعهٔ ترمسبوتل تأسیس کند. از دلِ این طرح، انجمن مطالعاتی Mundus Christianus که فورشتوف در سال ۱۹۴۸  دبیر علمی آن شد، و یک مجله با همین نام به وجود آمد. فورشتوف در این زمان با کمک‌های مالی کوچک رادیو شمال غربی آلمان و انتشار متون حاشیه‌ای در حلقهٔ اشتلتزر زندگی خود را می‌گذراند.
در جریانِ روندِ «نازی‌زدایی» (denazification) از پاییز ۱۹۴۶، فورشتوف در ابتدا در گروه «متهمان» قرار گرفت. با این وجود، دانشگاه‌های مختلف از سال ۱۹۴۸  او را در صدر لیست‌های استخدام خود برای یک کرسی استادی قرار دادند. اما هر بار به دلیل مخالفت نهادهای سیاسی، استخدام او با شکست مواجه شد. پس از اینکه پروندۀ نازی‌زدایی او در سال ۱۹۵۰  متوقف شد، فورشتوف در ترم زمستان ۵۱-۱۹۵۰  به طور موقت به کرسی استادی سابق خود در هایدلبرگ بازگشت. هنگامی که در سال ۱۹۵۲  پیشنهادی از دانشگاه کیل دریافت کرد، توانست انتصاب مجدد خود در هایدلبرگ را در آوریل ۱۹۵۲  تسریع بخشد و تا زمان بازنشستگی خود در سال ۱۹۶۷  در آنجا به تدریس پرداخت.
پس از جنگ جهانی دوم، فورشتوف همچنین به عنوان مفسر قانون اساسی جمهوری فدرال آلمان به فعالیت پرداخت. او به ویژه در بحث در مورد مفاهیم دولت رفاه و حکومت قانون و تعامل آنها در حقوق اساسی نقش مهمی داشت. در این زمینه، بین او و ولفگانگ آبندروت، که برداشتی سوسیالیستی از دولت رفاه داشت، «مناقشهٔ فورشتوف- آبندروت»  رخ داد. در سال ۱۹۵۳، فورشتوف از بنیانگذاران مجلهٔ نقد کتاب «کتاب تاریخی-سیاسی» (Das Historisch-Politische Buch) بود. بین سال‌های ۱۹۵۷  تا ۱۹۷۱، فورشتوف سمینارهای تعطیلات سالانه را در ابراخ (اشتایگروالد) برگزار می‌کرد که به دلیل شرکت‌کنندگانش شهرت زیادی داشتند.
از سال ۱۹۶۰  تا ۱۹۶۳، فورشتوف به عنوان رئیس دادگاه قانون اساسی قبرس خدمت کرد، موضوعی که در قبرس و آلمان با انتقادهای شدیدی روبرو شد.
کارل دوهرینگ، گئورگ-کریستوف فون اونروه، رومن اشنور، ویلهلم گرو، هانس هوگو کلاین، مایکل رونلن فیتش، ویلی بلومل و کارل زایدلر از شاگردان فورشتوف محسوب می‌شوند.
اسناد و مدارک گستردهٔ فورشتوف تاکنون سازماندهی نشده و در اختیار خانوادهٔ اوست.

## آثار و اندیشه‌ها
پیوند=https://de.wikipedia.org/wiki/Datei:Forsthoff_T_Staat.jpg|بندانگشتی|صفحهٔ عنوان کتاب «دولت تام» اثر ارنست فورشتوف، انتشارات هانزا، هامبورگ ۱۹۳۴
ارنست فورشتوف در طول حیات آکادمیک خود، آثار متعددی در حوزهٔ حقوق عمومی و اداری به رشتهٔ تحریر درآورد که برخی از آنها تا به امروز نیز مورد توجه و استناد حقوقدانان قرار می‌گیرند. از جملهٔ مهم‌ترین آثار او می‌توان به کتاب «دولت تام» (Der totale Staat) اشاره کرد که در سال ۱۹۳۳، همزمان با به قدرت رسیدن حزب نازی در آلمان، منتشر شد.
در این کتاب، فورشتوف می‌کوشد تا ضمن تبیینِ مفهوم «دولت تام»، به تحلیلِ جایگاهِ انقلاب محافظه‌کارانه در مواجهه با ایدئولوژی ناسیونال سوسیالیسم بپردازد. او در عین حال که به جنبش نازی مشروعیت انقلابی می‌دهد،  برخی انتقادات خود را نیز نسبت به برداشت سیاسی این جنبش ابراز می‌دارد. فورشتوف در این اثر، تزهای انقلابی-محافظه‌کارانه‌ای را که پیش از سال ۱۹۳۳ توسط متفکرانی چون کارل اشمیت و ویلهلم اشتاپل تدوین شده بود، گردآوری و تدوین می‌کند.  به همین دلیل، کتاب «دولت تام»  را می‌توان  بیانی از نظریۀ اساس اشمیت تا سال ۱۹۳۳ و  همچنین تعیین‌کنندهٔ جایگاه انقلاب محافظه‌کارانه در برابر ناسیونال سوسیالیسم (آن‌گونه که آرمین مولر بیان می‌کند) دانست.
با این حال، این کتاب از سوی برخی از چهره‌های شاخص حزب نازی، از جمله آلفرد روزنبرگ (نظریه‌پرداز نازی) و رولانت فرایسلر (رئیس دادگاه خلق رایش) با انتقاد مواجه شد. آن‌ها  دولتی‌گرایی (Etatismus)  موجود در اندیشهٔ فورشتوف را مغایر با جهان‌بینی ناسیونال سوسیالیستی می‌دانستند. فورشتوف  در سال ۱۹۳۴  نسخهٔ دوم کتاب «دولت تام» را منتشر کرد و در آن، بسیاری از انتقادات خود را حذف کرد. او در این ویرایش، وحدت حزب و دولت را به عنوان «هنر دولتی برتر» پذیرفت و  حتی قتل‌های صورت گرفته در جریانِ «شب دشنه‌های بلند» را نیز توجیه کرد. هرلینده پاور-اشتودر، پژوهشگر اتریشی،  معتقد است که فورشتوف در این کتاب، ایدئولوژی نژادی هانس اف. کا. گونتر را با یهودستیزی عامیانه پیوند زده است. به عنوان مثال، فورشتوف دربارهٔ تبعیض و آزار یهودیان می‌نویسد: «به همین دلیل یهودی... به دشمن تبدیل شد و می‌بایست به عنوان دشمن از میان برداشته می‌شد.»  گفتنی است که اصطلاح «دولت تام» که فورشتوف در این کتاب به کار برده بود، بعدها در ادبیات و اصطلاح‌شناسیِ نظریهٔ سیاسی به «تمامیت‌خواهی» تغییر پیدا کرد.
از دیگر آثار مهم فورشتوف می‌توان به کتاب «اداره به مثابه ارائه‌دهندهٔ خدمات» (Die Verwaltung als Leistungsträger) اشاره کرد که در سال ۱۹۳۸  منتشر شد. فورشتوف در این کتاب  به طور مبسوط به مفهوم خدمات عمومی (تأمین معاش = Daseinsvorsorge)  می‌پردازد و آن را «اقداماتی که برای برآوردن بایسته‌های تملّک انجام می‌شود» تعریف می‌کند.  او در نسل خود از جملهٔ مهم‌ترین نمایندگان حقوق عمومی در آلمان به شمار می‌رفت و کتاب درسیِ حقوق اداری او که از سال ۱۹۵۰  به بعد در ده  چاپ منتشر شد، در میان حقوقدانان آلمانی با عنوان «کتاب فورشتوف» شناخته می‌شد و از منابع اصلی آموزش حقوق اداری به شمار می‌رفت. فلوریان ماینل، زندگی‌نامه‌نویس فورشتوف، معتقد است که دغدغهٔ اصلی فورشتوف در آثارش،  «از بین رفتن فاصلهٔ بورژوایی بین فرد و دولت»  بوده است. به گفتهٔ ماینل، فورشتوف با اصل خدمات عمومی یا تأمین معاش، در پی پایه‌گذاری یک علم حقوق اداری واقع‌گرایانه و پساپوزیتیویستی بود.
کتاب «تاریخ قانون اساسی آلمان در دوران مدرن» (Deutsche Verfassungsgeschichte der Neuzeit) از دیگر آثار مهم فورشتوف است که در سال ۱۹۴۰  منتشر شد. این کتاب  به لحاظ روش‌شناسی، جهان‌بینی و  همچنین دورهٔ زمانی مورد بحث (نیمهٔ دوم قرن هجدهم تا ۱۸۷۱)  با رویةٔ مرسوم در تاریخ‌نگاری قانون اساسی در «رایش سوم»  تفاوت دارد و بر تاریخ دولت پروس در بافتار کلیِ تاریخ اروپا تمرکز دارد.
علاوه بر این‌ها، فورشتوف به مباحث دیگری چون  رابطهٔ زبان و حقوق و نهادگرایی حقوقی نیز پرداخته است. در یادداشت‌های به‌جامانده از او، پیش‌نویس‌هایی برای تدوین یک نظریهٔ نهادیِ مستقل از نظریۀ نهادی اشمیت یافت می‌شود.